# Neuratelia coxalis
Neuratelia coxalis är en tvåvingeart som först beskrevs av Daniel William Coquillett 1905.  Neuratelia coxalis ingår i släktet Neuratelia och familjen svampmyggor.
Artens utbredningsområde är Oregon. Inga underarter finns listade i Catalogue of Life.